# 2016 aux Tonga
Cet article présente les faits marquants de l'année 2016 aux Tonga.

## Évènements
- 2 janvier : Le cyclone Ula frappe le pays, « avec des vents pouvant aller jusqu’à 200 km/h ». L'état d'urgence est décrété[1].
- 19 avril : Mort (en Nouvelle-Zélande) de Taniela Tufui, Lord Tufui de Talaheu, juge tongien et lord juridique, à l'âge de 83 ans[2],[3].